# Volkswagen Atlas
O Atlas e um SUV de médio-grande porte apresentado pela Volkswagen em novembro de 2016 durante o Salão do Automóvel de Los Angeles. Este é o maior veículo do grupo Volkswagen montado sobre a plataforma modular MQB.
O veículo foi especialmente desenvolvido para o mercado norte-americano e para o mercado chinês onde será vendido com o nome de Teramont.